# George Dawe
George Dawe (6 de febrero de 1781 - 15 de octubre de 1829) fue un retratista británico que pintó 329 retratos de generales rusos activos durante la invasión napoleónica de Rusia para la Galería Militar del Palacio de Invierno. Se trasladó a San Petersburgo en 1819, donde fue aclamado por su trabajo por el establishment artístico y recibió unos versos de cortesía de Aleksandr Pushkin. Fue hijo de Philip Dawe, un exitoso grabador a media tinta que también produjo caricaturas políticas relacionadas con los eventos del Motín del té de Boston. Uno de sus hermanos fue Henry Dawe, también retratista.